# Visual Interactive Voice Response
Visual Interactive Voice Response (abgekürzt: Visual IVR) ist nach dem Konzept von Sprachdialogsystemen (Interactive Voice Response, IVR) abgeleitet. Der Begriff Visual IVR geht auf eine Patentanmeldung von AT&T aus dem Jahre 2005 zurück. Darin wird eine Methode zur Eingabe von Auswahl- und Eingabemöglichkeiten dargestellt. Im Gegensatz zum herkömmlichen sprachgesteuerten IVR-Menüs werden die Auswahl- oder Eingabemöglichkeiten (bspw. Kundennummern, Abteilungen) nicht über das Telefon (z. B. Tasteneingabe DTMF), sondern über ein visuelles Menü auf dem Bildschirm ausgegeben. Die Nutzer können wahlweise über PC, Tablet oder Smartphone per Klick das Menü wählen. Auf Wunsch kann im Anschluss eine Telefonnummer angerufen werden oder es wird per Button ein Rückruf angeboten.
Ein großer Vorteil von Visual IVR im Vergleich zu herkömmlichen IVR-Menüs über das Telefon ist neben der Zeitersparnis für die Nutzer durch Eingabe visueller Menüs die direkte Integration der Webinhalte und Nutzer-Eingaben an das Unternehmen (kontextbezogener Kontakt zum Service-Center) per Web-Schnittstelle (z. B. REST).